# 静川郡
静川郡，中国唐朝时设置的郡。
唐玄宗天宝元年（742年），改静州置静川郡。治所在悉唐县（今四川省黑水县芦花镇米尔垮村）。下辖悉唐县、静居县（今四川省黑水县红岩乡）。辖境相当今四川省黑水县、茂县西北地区。唐肃宗乾元元年（758年）改为静州。
静川郡太守
- 董元智（天宝年间）